# Xã Shelby, Quận Blue Earth, Minnesota
Xã Shelby (tiếng Anh: Shelby Township) là một xã thuộc quận Blue Earth, tiểu bang Minnesota, Hoa Kỳ. Năm 2010, dân số của xã này là 265 người.